# Living Proof (film uit 2008)
Living Proof is een Amerikaanse televisiefilm van
zender Lifetime uit 2008 onder regie van Dan Ireland. De film is gebaseerd op het boek HER-2: The Making of Herceptin, a Revolutionary Treatment for Breast Cancer van Robert Bazell.

## Verhaal
De film vertelt het waar gebeurde verhaal van Dr. Dennis Slamon, die meewerkte aan de ontwikkeling van een medicijn voor de behandeling van borstkanker. Op de Universiteit van Californië ontdekt hij de drug, maar hij krijgt te maken met tegenslag als het bedrijf dat het medicijn produceert het onderzoek niet meer financieel wil steunen. Met behulp van enkele filantropen zet de dokter zijn werk voort. Hij krijgt opnieuw tegenslagen als enkele patiënten bezwijken aan hun ziekte, maar uiteindelijk begint zijn werk vruchten af te werpen.

## Rolbezetting
| Acteur               | Personage                 |
| -------------------- | ------------------------- |
| Harry Connick jr.    | Dr. Dennis 'Denny' Slamon |
| Tammy Blanchard      | Nicole Wilson             |
| Amanda Bynes         | Jamie                     |
| Jennifer Coolidge    | Tish                      |
| Angie Harmon         | Lilly Tartikoff           |
| John Benjamin Hickey | Blake Rogers              |
| Regina King          | Ellie Jackson             |
| Swoosie Kurtz        | Elizabeth                 |
| Paula Cale           | Donna                     |
| Amy Madigan          | Fran Visco                |
| Bernadette Peters    | Barbara                   |
| Trudie Styler        | Tina                      |